# 秋田県立雄物川高等学校
秋田県立雄物川高等学校（あきたけんりつ おものがわこうとうがっこう）は、秋田県横手市に所在する公立の高等学校。

## 設置学科
- 普通科
  - 特別進学コース
  - 情報処理コース
  - 教養・福祉コース

## 沿革
- 1948年（昭和23年） - 秋田県立横手工業学校沼館分校として設置
- 1951年（昭和26年） - 秋田県立沼館高等学校として独立
- 1975年（昭和50年） - 現校名に改称
- 2031年（令和13年） - 平成高等学校・増田高等学校と統合のため、閉校予定[1]。

## 部活動
- 運動部
  - 野球、バレー、バスケ、陸上競技、ソフトテニス、卓球、柔道

男子バレー部は県内屈指の強豪で、春高バレーの最高成績は準決勝進出(計4回)
- 文化部
  - 茶・華道、吹奏楽、放送、美術、JRC同好会、PC同好会、文芸同好会、ライセンスA同好会、ライセンスB同好会

## 卒業生
- 宇佐美大輔（バレーボール選手） - 2022年1月現在、雄物川高校男子バレーボール部監督。本校の元校長で、バレーボール部元監督の宇佐見義和は父。
- 鈴木祐貴（バレーボール選手）
- 安井勇誠（バレーボール選手）
- 菊地洋之（バレーボール選手）